# Equus conversidens
Espèce
Equus conversidens est une espèce fossile du genre equus qui vivait au Pléistocène dans ce qui est aujourd'hui l'Amérique du Nord et l'Amérique centrale de l'ouest et le centre des États-Unis, en Floride au Mexique d'où parfois l'appellation de cheval mexicain étant donné que les premiers fossiles de cette espèce furent mis au jour non loin de la capitale du Mexique, Mexico, à l'ouest du Canada, au Salvador, au Guatemala, au Honduras et au Panama. Il s'agissait d'un cheval bien plus petit que son parent encore existant Equus caballus.

## Description

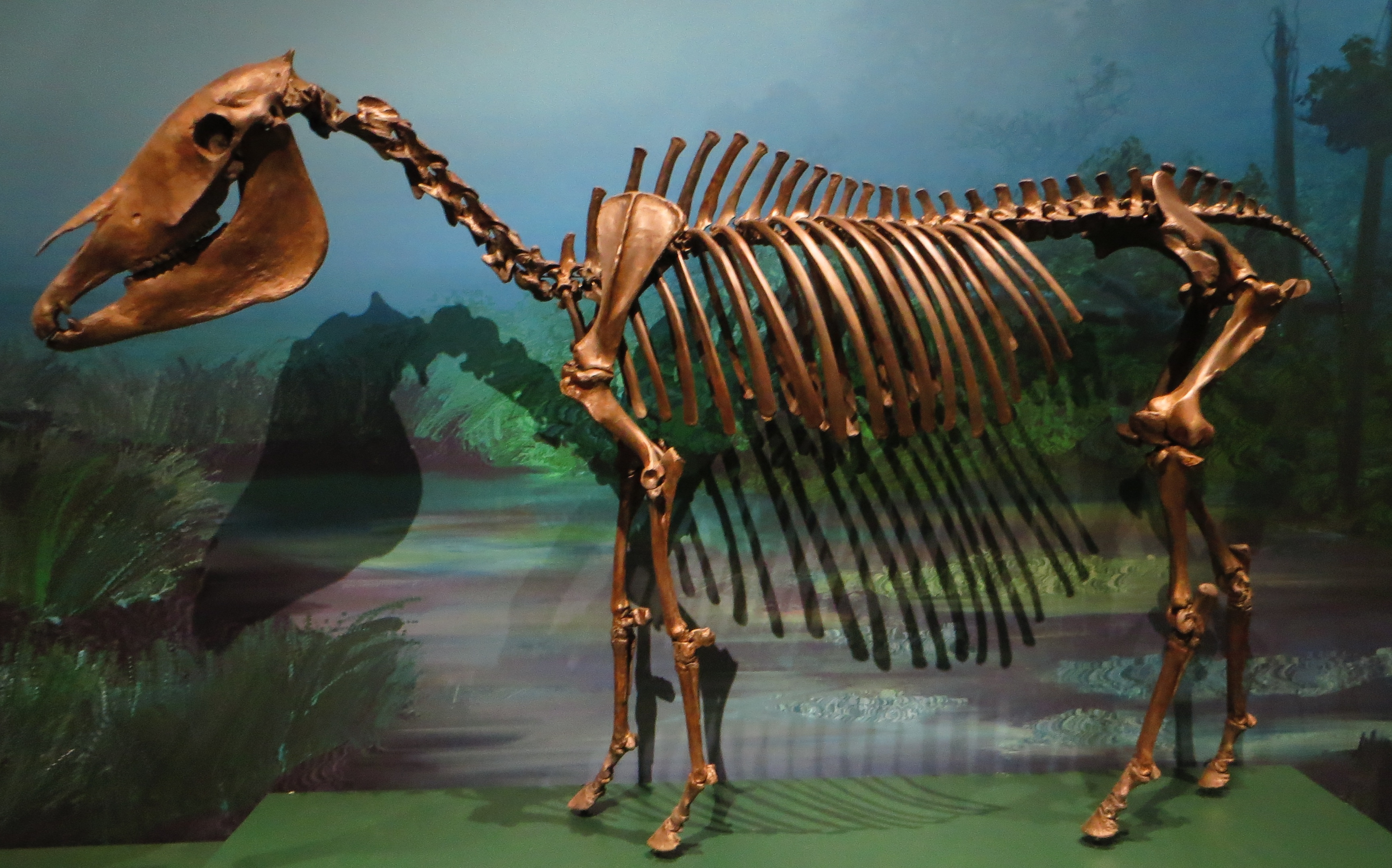
Squelette monté d'Equus conversidens au musée de Karlsruhe.

Les premiers fossiles furent découverts lors de la seconde moitié du XIXe siècle au Mexique. Le spécimen type se compose de restes du crâne et notamment de la mandibule découvert au nord-est de Mexico ; le spécimen comportait l'ensemble de ses dents. Entre 1869 et 1963 assez peu de fossiles de cette espèce vont être découverts et identifiés comme tels, en 1960 Hibbard et Taylor vont réétudier cette espèce et vont rattacher des fossiles non décrits à cette espèce provenant surtout du sud des États-Unis provenant du Texas, de l'Oklahoma, du Nouveau-Mexique, du Kansas, de l'Arizona et de Floride. Par la suite de nombreux fossiles vont être découverts et rattachés à cette espèce alors que l'on pensait que la répartition de cette espèce englobait le centre et nord du Mexique ainsi que le sud des États-Unis ; il s'avère que cette espèce a une répartition bien plus grande, de l'Alberta, la Saskatchewan et la Colombie-Britannique à la province d'Herrera. Winans en 1985 et MacFadden en 1992 ont contesté la validité d'E. conversidens en raison de sa valeur diagnostique minimale et ont rattaché les fossiles identifiés comme E. conversidens comme étant des Equus francisci. Heintzman et al. (2017) soutiennent qu'il n'est pas un membre du genre Equus.